# Zarządzanie relacjami z klientami
Zarządzanie relacjami z klientami (ang. customer relationship management, CRM) – zestaw procedur i narzędzi istotnych w zarządzaniu kontaktami z klientami.
CRM należy postrzegać jako filozofię biznesową, skoncentrowaną na kliencie i oddziałującą na organizację. Klient, w tym jego potrzeby, oczekiwania, gusty, preferencje, zachowania są wartością, a nie kosztem. Obecnie relacje z klientami stają się dla organizacji najważniejszym zasobem (najcenniejszymi aktywami). Aktywa te podlegają aktywnemu zarządzaniu w celu maksymalizacji wartości dodanej organizacji.
Implementacja systemów informatycznego CRM nie oznacza przyjęcia przez organizację filozofii CRM. CRM postrzegany jako system informatyczny jest jedynie jednym z dostępnych narzędzi ułatwiającym realizację celów jakimi są długofalowe relacje związane z zaspokajaniem sporadycznych (okazjonalnych) lub regularnych potrzeb klienta.

## Definicje
Nie ma jednoznacznej definicji CRM-u. Oto kilka z nich: 
- CRM jako przyjęta strategia działania koncentruje się na wspieraniu czynności marketingowych, procesu sprzedaży oraz wszelkich działań związanych z obsługą klienta poprzez skierowanie uwagi wyłącznie na potrzeby konsumenta, ze szczególnym uwzględnieniem wykształconych kulturowo wzorców zachowań.
- CRM rozszerza definicję i koncepcję sprzedaży ze świadomego aktu działania na ciągły proces, obejmujący swoim zasięgiem wszystkich pracowników danego przedsiębiorstwa. Celem CRM jest zarówno zbudowanie lojalności, jak i zdefiniowanie „wartości” każdego klienta za pomocą ciągłego pozyskiwania i odpowiedniego wykorzystania dostępnych informacji.
- CRM ma na celu bieżące doskonalenie i implementację takich strategii działania, które, wspierane nowoczesnymi rozwiązaniami technologicznymi, zmniejszają rozbieżność między obecnymi i przyszłymi działaniami organizacji w zakresie pozyskiwania i utrzymywania klientów.
- CRM jest to nowoczesne podejście lub model zarządzania, którego wyznacznikiem działania jest jak najlepsze sprostanie potrzebom konsumenta. Celem strategii CRM jest wykształcenie takich wewnętrznych i zewnętrznych relacji z konsumentem, które w bezpośredni sposób wpływają na zwiększenie zysku i produktywności przedsiębiorstwa. Pożądane relacje z klientem powstają w wyniku wykorzystania rozwiązań technologicznych, metod planowania strategicznego, technik marketingowych oraz wszelkich narzędzi doskonalenia organizacyjnego.
- CRM dotyczy wszystkich tych aspektów zarządzania, które mają na celu zaspokojenie potrzeb klientów. W tym wypadku największy nacisk położony jest na wykorzystanie i udoskonalenie cyklu życia konsumenta. Głównym zadaniem CRM jest więc bezpośrednio bieżące kreowanie lojalności klientów poprzez efektywne zaspokajanie ich indywidualnych potrzeb, zaś pośrednio pozyskiwanie coraz to nowych konsumentów.
- CRM może być również rozumiany jako pojęcie w informatyce, obejmujące swym zasięgiem metody, oprogramowanie i zwykłe możliwości Internetu umożliwiające przedsiębiorstwu w sposób uporządkowany wykształcić określone relacje z konsumentem. Przykładowo, przedsiębiorstwo, dysponując szczegółową bazą danych swoich klientów, za pomocą CRM pobudza wszystkich pracowników do jak najlepszego zaspokojenia potrzeb konsumenta, wykorzystując dane o jego preferencjach, wymaganiach dotyczących obsługi, czy też indywidualnych zachowań.
- CRM stanowi nowe podejście w dziedzinie zarządzania, które integrując działania w zakresie sprzedaży, realizacji zamówień oraz oferowania usług koordynuje i jednoczy wszystkie składowe procesu interakcji z konsumentem.
- CRM należy traktować nie tylko jako narzędzie, ale jako część strategii i filozofii działania przedsiębiorstwa, gdzie stały kontakt i zadowolenie klientów jest kluczową wartością. Istotną kwestią jest zapewnienie jednolitego systemu we wszystkich procesach biznesowych – od początku procesu sprzedaży poprzez serwis do sporządzania odpowiednich statystyk wykorzystywanych przy tworzeniu portfela produktów.

Systemy CRM obudowane są w różnorodne moduły komunikacji. Sam sposób komunikacji dla systemu CRM nie jest sprawą pierwszoplanową, a jedynie narzędziem.

## Zalety
Koncepcja CRM istnieje w świecie biznesu przez długi czas, ale w ostatnich latach wykorzystanie CRM wzrosło ze względu na lepszy dostęp do technologii i integracji danych. Przedsiębiorstwa powinny przeanalizować rozwiązania CRM w celu utrzymania istniejących klientów i służyć ich unikalnym potrzebom. Jeśli przedsiębiorstwa koncentrują się na dostarczaniu wysokiej jakości usług, które są dostosowane dla tych klientów, a następnie będą budować lojalność, co z kolei będzie skutkować zwiększeniem przychodów.
CRM jest inwestycją dla przedsiębiorstwa i jego zarządu, które musi być akceptowane przez handlowców. To rozwiązanie musi mieścić się w celach przedsiębiorstwa, a personel musi być przeszkolony, inaczej starania pójdą na marne, jeśli prowadzenie sprzedaży nie jest odpowiednio monitorowane i prawidłowo przechwytywane lub jeśli dodatkowe dane klienta nie są dostępne dla odpowiednich ludzi w odpowiednim czasie. Do czego najczęściej przyczynia się nieprzeszkolony personel, co stwarza poważne zagrożenie dla przedsiębiorcy. Dlatego większość przedsiębiorstw zdaje sobie sprawę z tego, że kiedy tracą klientów z powodu nieskutecznej lub opóźnionej reakcji na potrzeby klienta, utracą dochody i potencjalnych nowych klientów.

## Systemy informatyczneCRM
Sprawne działanie systemu CRM nie byłoby możliwe bez systemów baz danych i systemów informatycznych.

### Zastosowanie
- W systemie informatycznym odnotowano kupno usługi lub towaru.
- Niezapłacenie rachunku w odpowiednim terminie powoduje podjęcie akcji wysłania ponaglenia.
- Jeśli system nie odnotuje wpływu pieniędzy w odpowiednim czasie, spróbuje podjąć próbę przypomnienia klientowi o tym fakcie np. automatycznie drukując korespondencję do wysyłki, wysyłając SMS itp.
- Jeśli okaże się, że np. ponaglenie nie przyniosło skutku, system „klasy CRM” może dodać takiego klienta do kolejki rozmów telefonicznych pracownika przedsiębiorstwa lub powiadomić prawnika przedsiębiorstwa z prośbą wszczęcia postępowania sądowego.
- Automatyzacja wysyłania kartek urodzinowych dla klientów przedsiębiorstwa, ofert handlowych (często sprofilowanych dzięki danym wcześniej zebranym w CRM).

Z front office różnych systemów CRM spotykamy się codziennie, np. korzystając z Błękitnej Linii TP S.A. Jest to przykład wykorzystania CRM w tzw. Call center. Klient dzwoniąc na infolinię, po podaniu swoich danych jest identyfikowany przez obsługującą go osobę, która uzyskuje te dane z systemu CRM.
Back office korzysta z danych mających swe źródło w systemach transakcyjnych. Dane te pochodzą głównie z działów sprzedaży, marketingu, serwisu. Na jego podstawie możliwe jest uzyskanie materiału analitycznego, który stanowi podstawę do dalszych działań.
Systemy informatyczne CRM są często integralną częścią całego systemu informatycznego.
Wykorzystywane są też często w przedsiębiorstwach korzystających z sieci mobilnych sprzedawców. Jest to możliwe dzięki takim funkcjom jak Mobile Sales. Na przenośnych komputerach sprzedawców instalowane są aplikacje pozwalające na synchronizację z centralnym systemem CRM. Łączą się oni co jakiś czas z systemem centralnym, dzięki czemu zmienione przez nich dane bądź informacje o nowych klientach przesyłane są do centralnego systemu. Z drugiej strony dostarczane są aktualizacje danych, w zależności od tzw. subskrypcji. Do każdego sprzedawcy możemy przypisać inne subskrypcje. Subskrypcje mają zminimalizować transfer danych do niezbędnego minimum (np. sprzedawca działający na terenie Polski północnej nie dostaje informacji o klientach z Polski południowej).
Systemy CRM ułatwiają stworzenie klasyfikacji klientów z podziałem, np. na klientów kluczowych (przynoszących zasadniczy zysk) i klientów mniej opłacalnych, a czasem nawet nieopłacalnych (generujących zbyt małe zyski lub wręcz straty).
Tej klasyfikacji dokonuje się m.in. poprzez:
- analizę RFM,
- analizę LTV,
- macierz możliwego do osiągnięcia zysku (ang. profit opportunity cycle),
- analizę opłacalności relacji klient – produkt.

Po dokonaniu klasyfikacji klientów i produktów na odpowiednie grupy, przedsiębiorstwo w stosunku do nich podejmuje odpowiednią decyzję. I tak, wskazuje się na następujące, możliwe do realizacji (najkorzystniejsze), alternatywne rozstrzygnięcia:
- przekonanie nieopłacalnych klientów do rezygnacji z dalszej współpracy lub przekonanie ich do zakupu produktów wysoko opłacalnych dla przedsiębiorstwa;
- zwiększenie ceny za mało opłacalne produkty lub wycofanie ich z rynku.

### Historia
CRM powstał w latach 90., wchłaniając wcześniejsze systemy utworzone w latach 80.: SFA (ang. Sales Force Automation) wprowadzony dla automatyzacji procesów sprzedaży i CSS (ang. Customer Service Support) dla usprawnienia obsługi serwisowej po sprzedaży.

### Typy i architektura
Istnieją trzy istotne elementy dla systemu CRM:
- Komunikacyjny (interakcyjny) – odpowiadający za komunikację z klientami.

CRM interakcyjny jest określany też jako CRM komunikacji (contact center). Jego zadaniem jest obsłużenie wszystkich możliwych kanałów kontaktu klienta z organizacją oraz uniezależnienia standardu obsługi klienta od kanału komunikacji.
- Operacyjny (front-office) – odpowiadający za automatyzację podstawowych procesów biznesowych (marketing, sprzedaż, serwis).

Zadaniem CRM operacyjnego jest gromadzenie i udostępnianie wszystkich możliwych informacji o kliencie, które umożliwiają jego wszechstronną i pełną obsługę. Systemy te określane są często jako systemy typu front office i obejmują trzy grupy funkcjonalności, ukierunkowane odpowiednio na marketing, sprzedaż i wsparcie techniczne. Odpowiadają one kolejnym etapom pracy z klientem, czyli jego pozyskaniu, zrealizowaniu sprzedaży i dbaniu o utrzymanie.
- Analityczny (back-office) – odpowiadający za analizę zachowań klientów na podstawie danych zgromadzonych w elemencie operacyjnym.

Zadaniem analitycznych systemów CRM jest dokonywanie wszechstronnych analiz danych o klientach, takich jak np. wielowymiarowa segmentacja klientów, analiza wartości klientów, analiza lojalności, analiza koszykowa.
Od strony technicznej system CRM składa się z trzech warstw:
- serwera aplikacji;
- serwera baz danych;
- warstwy interfejsu.

### Związek z klientem
Wszystkie relacje związane z danym klientem określamy mianem związku.
Składa się z epizodów, które dzieli się na:
- transakcje finansowo-towarowo-usługowe;
- kontakty, rozmowy.

### NarzędziaCRM
- SFA – automatyzacja sprzedaży (ang. Sales Force Automation)
- Call center (ang.)
- Contact center (ang.)
- Knowledge Management (ang.) – zarządzanie wiedzą
- Campaign Management (ang.) – zarządzanie kampaniami
- Lead Management (ang.) – zarządzanie namiarami
- Key Account Management (ang.) – zarządzanie klientami kluczowymi
- Trade Promotion Management (ang.) – zarządzanie promocjami.

#### ProgramyCRM
Istnieje szereg programów CRM, od darmowych i prostych po bardzo rozbudowane komercyjne.
Lista programów CRM:
| Logo | Nazwa         | Licencja                | Języki                                                                             | Data założenia | Używane języki        |
| ---- | ------------- | ----------------------- | ---------------------------------------------------------------------------------- | -------------- | --------------------- |
|      | ASARI CRM     | SaaS                    | pl, en, de, fr, es, it, ru, ua, lt, lv, es, cn                                     | 1998           | PHP, Javascript       |
|      | Firmao        | SaaS                    | pl, en, de, es, fr, pt, se, ae, jp, tr, ua, ru                                     | 2009           | Java, Javascript      |
|      | Synergius CRM | SaaS                    | pl, de, en, ru                                                                     | 2013           | PHP, Javascript       |
|      | HubSpot       | SaaS                    | en, fr, jp, de, pt, es                                                             | 2014           | Java                  |
|      | Pipedrive     | SaaS                    | cs, en, de, et, es, fr, id, it, jp, ko, lv, nl, nb, pl, pt, ru, fi, sv, tr, uk, zh | 2011           | PHP, Javascript       |
|      | Salesforce    | SaaS                    | br, ca, fr, de, it, nl, se, jp, cn, tw, kr, th                                     | 1999           | APEX                  |
|      | Zoho CRM      | SaaS                    | en, pt, fr, ar, th, cn, it, de, nl, id, jp, vi, he                                 | 1999           | Java                  |
|      | SugarCRM      | SaaS                    | es, en, de, fr, it, jp                                                             | 2004           | PHP                   |
|      | Livespace     | SaaS                    | pl, en                                                                             | 2013           | Javascript            |
|      | TeleCube CRM  | SaaS                    | pl                                                                                 | 2021           | Javascript            |
|      | ITCube CRM    | Licencja oprogramowania | pl, en                                                                             | 2003           | Java, Jsp, Javascript |
|      | Crazy Crm     | SaaS                    | pl, en                                                                             | 2024           | Javascript            |

##### Siedem najważniejszych korzyści z oprogramowaniaCRM
1. Wzrost przychodów i zysków
Odpowiednie oprogramowanie CRM umożliwia opracowanie planu zwiększenia sprzedaży i zysków w perspektywie długoterminowej. Oprogramowanie CRM sprawia, że dane dotyczące sprzedaży czy prognozowanej sprzedaży są dostępne natychmiast i umożliwiają decydentom dokładne zbadanie przychodów i kosztów, tak aby zdecydować, gdzie potrzebne są cięcia oraz zdecydować o stanie magazynowym, a także określać zniżki i rabaty.
2. Nawiązywanie i poprawa kontaktów handlowych
Przedsiębiorstwa mogą zwiększyć sprzedaż i przychody poprzez generowanie dużej ilości potencjalnych klientów.
Dzięki zautomatyzowanemu oprogramowaniu opisującemu wraz z funkcją Settimer, oprogramowanie CRM umożliwia zespołowi ds. sprzedaży monitorowanie kontaktów, aż do momentu, gdy stają się klientami i znikną z systemu. Ponadto dzięki oprogramowaniu CRM można tworzyć określone tereny sprzedaży, tak iż zespół ds. sprzedaży może zarządzać swoimi terenami poprzez generowane przy pomocy CRM raporty, które zawierają kompletne i dokładne dane.
3. Elastyczność dzięki skalowalności
Skalowalność pełni szczególnie ważną rolę przy rozbudowie małych i średnich przedsiębiorstw, które chcą w najbliższej przyszłości powiększyć rzeszę klientów, ale nie chcą poświęcić zbyt dużych nakładów pieniędzy na oprogramowanie CRM. Wiele rozwiązań CRM, takich jak SalesProCRM oferuje pakiety, które nie wymagają instalacji oprogramowania na komputerze i dają nowym użytkownikom możliwość budowania systemu przystosowanego do ich potrzeb. Niektórzy dostawcy CRM pozwalają małym przedsiębiorstwom na wynajęcie licencji. Wówczas ci dostawcy zajmują się zarządzaniem i utrzymaniem CRM, podczas gdy przedsiębiorstwa mogą zająć się swoimi codziennymi obowiązkami. W momencie, gdy przedsiębiorstwo pozyska więcej klientów i chce powiększyć swoje uprawnienia CRM, dostawca może zaproponować przedsiębiorstwu odpłatną roczną licencję, która pozwala przedsiębiorstwu na całkowitą niezależność od dostawcy. Posiadanie licencji daje przedsiębiorstwu poczucie bezpieczeństwa, jako że wszystkie istotne dane klienta przechowywane są teraz tylko w ich wewnętrznej sieci. Niektóre rozwiązania programowe CRM dla małych przedsiębiorstw używają rozwiązań internetowych do wymiany danych z innymi aplikacjami takimi jak Microsoft Outlook i ACT!, co pomaga tym przedsiębiorstwom integrować rozwiązania CRM do swojego biznes planu, jednocześnie zmniejszając ilość poświęconego czasu na sprawy administracyjne.
4. Lepsza obsługa klienta
Oprogramowanie CRM powinno obejmować dostęp do scentralizowanych danych klienta, jak również szablon e-mail, który pozwala użytkownikowi CRM na szybkie odszukanie ważnych danych klienta i na skutecznie komunikowanie się z klientami, kiedy potrzebują pomocy dotyczącej usług lub produktów. Informacja o kliencie pozyskiwana jest albo poprzez punkty sprzedaży (POS) lub poprzez sprzedaż i dane o zakupach.
5. Zwiększona sprzedaż krzyżowa (cross selling) i sprzedaż rozszerzona (up-selling) dla istniejących klientów
Dla przedsiębiorstw stało się oczywiste, że pod względem finansowym ważne jest nie tylko zdobywanie nowych klientów, ale przede wszystkim lojalność istniejących klientów. Wraz z listą wartościowych klientów („A-list”) z call center, badań, bazy danych o kliencie i innych źródeł, reprezentanci obsługi klienta lub sprzedawcy mogą oferować rozszerzoną ofertę w stosunku do swoich klientów.
6. Dostępność informacji ułatwiających kluczowe decyzje
Kiedy oprogramowanie CRM zawiera funkcję śledzenia konkurenta, dział zarządzania i sprzedaży może uzyskać dostęp do tych raportów w celu identyfikacji trendów, prognozowania i śledzenia procesu sprzedaży, oceniania swoich wyników biznesowych. Oprogramowanie CRM zawiera także dostęp do ważnych zasobów, takich jak broszury, artykuły i raporty konkurenta.
7. Profilowanie klientów oraz lepszy marketing docelowy
W celu zapoznania klientów i zaspokajania ich potrzeb, system CRM musi być w stanie uchwycić szczegóły klienta, między innymi takie jak zlecenia oczekujące, historie płatności i zakupionych przedmiotów, rejon, z którego pochodzi klient (kod pocztowy) i wiele innych. Powinno to być zapisane w scentralizowanej bazie danych, która posłuży nam do profilowania klientów i do przewidywania, jakie usługi klient może potrzebować w przyszłości i w jaki rejon udać się z naszym produktem.

## Multi-kanałowa obsługa klienta
Coraz lepsza dostępność informacji wymusza na przedsiębiorcach zmiany w metodach komunikacji z klientem. Tradycyjna komunikacja oparta na relacjach personalnych, jak również telefonicznych zaczyna być wypierana przez nowoczesne kanały komunikacji z klientem. W chwili obecnej wyróżniamy kilka podstawowych kanałów komunikacji:
- Kanał komunikacji telefonicznej,
- Kanał komunikacji tekstowej (chat, e-mail),
- Kanał komunikacji społecznościowej (Facebook, Twitter),
- Kanał komunikacji alternatywnej (np. komunikacja z wykorzystaniem języka migowego).

Zarządzanie relacjami z klientem wymusza na przedsiębiorcy rozszerzenie metod komunikacji na wszystkie kanały. Bardzo często kanały te są przypisane do innych grup społecznych. Istnieją na rynku rozwiązania takie jak system limdesk, które pozwalają na unifikowanie kanałów komunikacji i zbieranie ich w jednym miejscu. Dzięki czemu utrzymywanie relacji z klientem jest łatwiejsze i prostsze.
Istnieje kilka kluczowych zasad multi-kanałowej obsługi klienta:
1. Szybkość reakcji wpływa na zadowolenie odbiorcy. Badania dowodzą, że 70% respondentów oczekuje odpowiedzi w ciągu pierwszych 24 godzin. Idealny czas odpowiedzi w Polsce to 1 godzina.
2. Automatyzacja prostych czynności wpływająca na zadowolenie klienta, np. automatyczne podziękowania.
3. Personalizacja komunikacji polegająca na wyrobieniu u klienta odczucia komunikacji jeden do jednego.